# Нейраб
Нейраб (араб. النيرب‎) — сирийская деревня, расположенная в Нахайе Идлиб района Идлиб. По данным Центрального бюро статистики Сирии (CBS) согласно переписи 2004 года население Нейраба составляло 2675 человек.

## История
С 2011 года находилась под контролем оппозиционных групп.
В феврале 2020 года короткое время находилось под контролем Сирийских правительственных войск; в дальнейшем опять под контролем вооруженных сил оппозиции. 20 февраля 2020 года в районе деревни произошло боевое столкновение между Сирийской армией и оппозиционными группами.